# ランカスター市長
ランカスター市長（英: Mayor of Lancaster）は、アメリカ合衆国ペンシルベニア州ランカスター市の首長（市長）である。
| 氏名                         | 政党 | 任期                     |
| ---------------------------- | ---- | ------------------------ |
| ジョン・パスモア             |      | 1818年 - 1820年          |
| サミュエル・カーペンター     |      | 1821年 - 1823年          |
| ナサニエル・ライトナー       |      | 1824年 - 1830年          |
| ジョン・マシオット           |      | 1831年 - 1843年          |
| マイケル・カーペンター       |      | 1843年 - 1851年          |
| クリスティアン・キーファー   |      | 1852年 - 1854年          |
| ジェイコブ・オルブライト     |      | 1855年                   |
| ジョン・ジマーマン           |      | 1856年 - 1857年          |
| トーマス・ヘンリー・バロウズ |      | 1858年                   |
| ジョージ・サンダーソン       |      | 1859年 - 1868年          |
| ウィリアム・アトリー         |      | 1869年 - 1871年          |
| フレドリック・パイファー     |      | 1871年 - 1873年          |
| ウィリアム・シュタウファー   |      | 1873年 - 1877年          |
| ジョン・マゴニグル           |      | 1877年 - 1884年          |
| デイヴィッド・ローゼンミラー |      | 1884年 - 1886年          |
| ウィリアム・モートン         |      | 1886年 - 1888年          |
| エドワード・エジャーリー     |      | 1888年 - 1890年          |
| ロバート・クラーク           |      | 1890年 - 1894年          |
| エドウィン・スメルツ         |      | 1894年 - 1898年          |
| サイモン・シスラー           |      | 1898年 - 1900年          |
| ヘンリー・ミューレンバーグ   |      | 1900年 - 1902年          |
| チェスター・カミングス       |      | 1902年 - 1906年          |
| ジョン・ピアソル・マカスキー |      | 1906年 - 1910年          |
| フランク・B・マクレイン      |      | 1910年 - 1915年          |
| ハリー・L・トラウト          |      | 1915年 - 1920年          |
| ホレイス・E・ケネディ        |      | 1920年 - 1922年          |
| フランク・マッサー           |      | 1922年 - 1930年          |
| T・ウォーレン・メッツガー    |      | 1930年 - 1934年          |
| ジェームズ・ロス             |      | 1934年 - 1938年          |
| デイル・ケアリー             |      | 1938年 - 1950年          |
| ケンディグ・C・ベア          |      | 1950年                   |
| ハワード・ベア               |      | 1950年 - 1951年          |
| ケンディグ・C・ベア          |      | 1951年 - 1958年          |
| トーマス・J・モナハン        |      | 1958年 - 1962年          |
| ジョージ・コー               |      | 1962年 - 1966年          |
| トーマス・J・モナハン        |      | 1966年 - 1974年          |
| リチャード・M・スコット      |      | 1974年 - 1979年          |
| アルバート・ウォルセン       |      | 1979年 - 1980年          |
| アーサー・E・モリス          |      | 1980年 - 1990年          |
| ジャニス・ストーク           |      | 1990年 - 1998年1月       |
| チャーリー・スミスガル       |      | 1998年1月 - 2006年1月3日 |
| リック・グレイ               |      | 2006年1月3日 - 現在      |